# La causa del 13
La causa del 13 és el nom amb la que es coneix la investigació judicial portada a terme pel jutge instructor Juan Antonio Ramírez Sunyer del jutjat d'instrucció número 13 de Barcelona per investigar l'organització del referèndum d'independència de Catalunya del 2017. Aquesta instrucció és secreta i se'n coneixen pocs detalls. Des de l'inici ha suscitat molta polèmica atès el secret del sumari, les investigacions dutes a terme per la Guàrdia Civil en nom d'aquesta instrucció, els desmentiments posteriors i els comunicats contradictoris.
La instrucció comença arran de la denúncia del partit polític VOX i de Miguel Duran contra el llavors jutge Santiago Vidal quan aquest va anunciar durant una conferència que el Govern estava recopilant les dades fiscals per prepara el cens d'un futur hipotètic referèndum.
El jutge Ramírez va morir a principis de novembre de 2018 i va ser substituït temporalment pel jutge Sergi Gustau Casares. Finalment la instrucció la va continuar la magistrada Alejandra Gil al agafar la titularitat del jutjat.

## Primeres citacions i primera polèmica
El juny i juliol de 2017 la Guàrdia Civil va citar a la caserna de Travessera de Gràcia a diversos funcionaris i treballadors de la Generalitat per què declaressin com a testimonis per una investigació del jutjat 13 de Barcelona. Primerament van ser citats funcionaris i tècnics Direcció General de Difusió i de la conselleria d'Exteriors i treballadors de l'agència de publicitat encarregada de la campanya institucional sobre el registre de catalans a l'estranger.
Aquestes investigacions van ser iniciades en un primer moment per la Fiscalia Superior de Catalunya, però aquesta es va inhibir en el jutjat d'instrucció 13 que, se suposa, ho va assumir dins la investigació que ja portava sobre el jutge Santiago Vidal.
El mateix estiu es van interrogar com a testimonis al secretari general de Presidència de la Generalitat Joaquim Nin, al director general d'Atenció Ciutadana Jordi Graells i al coordinador i portaveu del Pacte Nacional pel Referèndum Joan Ignasi Elena. Aquestes indagacions es van centrar en la web del referèndum i la gestió econòmica del Pacte Nacional pel Referèndum. Alguns dels investigats se'ls va notificar que passaven a ser acusats, entre d'altres delictes, de sedició i rebel·lió.
El 17 de juliol la CUP es va auto-inculpar com "coautora" i "cooperadora" del referèndum i sol·licitava al jutjat que consideres a la CUP com a part investigada. El jutjat, però, va denegar aquesta petició perquè no estava investigant l'organització del referèndum. En una interlocutòria del 19 de juliol el jutjat va assegurar que «no té per objecte l'organització política ni la convocatòria d'un referèndum, ni és una causa general contra els qui directament o indirecta tinguessin interès en ell».
El 27 de juliol el Tribunal Superior de Justícia va emetre un comunicat assegurant que les diligències portades a terme per la Guàrdia Civil eren diligències de Policía Judicial i no estaven ordenades pel jutjat d'instrucció número 13. El mateix comunicat afirmava que la investigació del jutjat només investigava les activitats dels acusats Santiago Vidal, Carles Viver Pi -Sunyer i Josep Lluis Salvadó.
Va haver-hi diverses reaccions de membres del govern de la Generalitat com Carles Mundó, llavors Conseller de Justícia i de Joaquim Forn, conseller d'Interior, en relació amb el desmentiment del TSJC i el canvi d'alguns testimonis a investigats (antigament dit imputats) sense cap notificació judicial formal. El conseller de Presidència Jordi Turull va anunciar que el Govern prendria mesures i es denunciaria tots els fets davant el jutjat de guàrdia.
El col·lectiu de juristes Drets va presentar una querella contra la Guàrdia Civil per falsedat documental que va ser admesa a tràmit. L'Audiència de Barcelona va requerir al jutjat que certifiques aquesta investigació. Els responsables del jutjat no van respondre fins a l'agost de 2018 afirmant, contràriament al que havia publicat prèviament, que el 15 de maig de 2017 el magistrat havia ordenat a la Guàrdia Civil que s'investigués a totes les persones que «poguessin haver intervingut en l'autorització, creació i desenvolupament del web pactepelreferendum.cat».
L'agost de 2018 el jutge d'instrucció va demanar al Tribunal Superior de Justícia de Catalunya que investigués a Pere Aragonès, Josep Maria Jové i Josep Lluís Salvador, tots tres diputats al Parlament de Catalunya i, per tant, aforats. Al setembre i novembre del mateix any l'alt tribunal va desestimar la imputació de Salvador i Aragonès d'acord amb el parer de la fiscalia. En canvi, el tribunal va apreciar indicis dels delictes de malversació, desobediència i revelació de secrets de Jové i va designar la magistrada Maria Eugènia Alegret per conduir la investigació.
A l'octubre de 2018 va declarar davant aquest jutjat Núria Llorach, presidenta en funcions de la Corporació Catalana de Mitjans Audiovisuals i els directors del Punt Avui Xevi Xirgo, directe.cat Joan Puig i La Vanguardia Màrius Carol, com a testimonis amb relació a la campanya institucional del referèndum de l'1 d'octubre.
El desembre de 2018 van ser citats a declarar com a investigats als directors de Catalunya Ràdio, Saül Gordillo, el director de TV3, Vicent Sanchis, i la directora de l'Agència Catalana de Protecció de Dades, Àngels Barberà.

## Operació Anubis
El 20 de setembre de 2017, dins d'aquesta causa es va ordenar les detencions de 15 alts càrrecs i escorcolls a la diferents seus de la Generalitat. La Guàrdia Civil va escorcollar les seus de d'Economia, Governació, Afers i Relacions Institucionals i Exteriors, i Treball, Afers Socials i Famílies i diversos domicilis particulars.
Aquesta operació estava destinada a desactivar l'organització del referèndum convocat per l'1 d'octubre de 2017 a Catalunya.
El mateix dia, la Policia Nacional es va presentar a la seu nacional de la CUP per fer-hi un escorcoll. Com que no van presentar cap ordre judicial d'escorcoll, es va organitzar una resistència pacífica per part de militants i simpatitzants per evitar l'entrada de la policia. Aquesta situació va transcorre durant vuit hores fins que la policia va marxar sense realitzar l'escorcoll ni fer cap detenció.

## Aixecament del secret del sumari
El 19 d'octubre de 2017 el jutge d'instrucció va aixecar el secret de sumari, tot i que els advocats defensors van denunciar que no se'ls permetia l'accés a tot el sumari al·legant problemes tècnics.
Segons aquests advocats, el sumari era ple d'irregularitats i era, de facto, una causa general contra l'independentisme.

## Finalització de la instrucció
El dimarts 9 d'abril de 2019 la jutgessa instructora va tancar el sumari amb més de 30 processats per diversos delictes de malversació de desobediència, de falsedat documental, de revelació de secrets i de prevaricació. Entre els acusats hi havia 15 excàrrecs de la Generalitat i els llavors directors de TV3 i Catalunya Ràdio Vicent Sanchis i Saül Gordillo. A més, als acusats de malversació els va imposar una fiança solidària de 5,8 milions d'euros